# CeCe Peniston
Cecelia Veronica Peniston (Dayton, Ohio, 6 september 1969), beter bekend onder haar pseudoniem CeCe Peniston, is een Amerikaanse rhythm-and-blueszangeres. Zij scoorde begin 1992 een internationale hit met de single Finally.
In Nederland werd Finally veel gedraaid op Radio 3 (Alarmschijf) en werd een grote hit. De plaat bereikte de 6e positie in de Nederlandse Top 40 en de 5e positie in de Nationale Top 100. In België bereikte de plaat de 3e positie in de Vlaamse Ultratop 50 en de 5e positie in de Vlaamse Radio 2 Top 30.

## Biografie

### 1969-1990
Cecelia Peniston werd geboren in Dayton, Ohio en verhuisde op 9-jarige leeftijd naar Phoenix, Arizona. Zij kreeg les aan de Trevor Browne High School in Phoenix. In 1989 werd Peniston gekroond tot Miss Black Arizona. Haar muzikale carrière begon in 1990 toen zij een contract tekende met A&M Records en zij de single I Like It van de vrouwelijke rapster Overweigth Pooch inzong.

### 1991-1993;Finally
Peniston werd ontdekt door de bekende dj/remixer Manny Lehman. Peniston lanceerde haar debuutalbum, Finally, in 1992. Het album werd uitgebracht door A&M Records en werd wereldwijd meer dan drie miljoen keer verkocht. Haar eerste single, Finally, bereikte de zesde plaats in de Nederlandse Top 40.
We Got A Love Thang (mede geschreven door Chantay Savage) was haar tweede single van het debuutalbum en bereikte de vierde plaats in de Nederlandse Top 40. Peniston won een Billboard Award voor beste dansartiest en beste nieuwe artiest van 1992, en haar album Finally was eind 1993 genomineerd voor goud en platina in het Verenigd Koninkrijk, de Verenigde Staten, Duitsland, Spanje, Korea, Australië, Zuid-Afrika en Italië.

### 1993-1995;Thought 'Ya Knew
In januari 1994 bracht Peniston haar tweede album uit; Thought 'Ya Knew liet horen dat ze meer te bieden had dan alleen dance-nummers; ballads, r&b, jazz, funk, reggae en gospel. De eerste single I'm in the Mood haalde in Nederland de 22e plaats. Ondanks het tegenvallende succes van het album (in Amerika bleef het op #96 steken) werd Peniston aan het eind van het jaar tot de vijf grootste r&b-zangeressen benoemd; achter Janet Jackson, Toni Braxton, Aaliyah en Mariah Carey. Begin 1995 scoorde ze met een remix van Keep Givin' Me Your Love nadat het werd gebruikt voor de soundtrack van de film Prêt-à-Porter.

#### Sisters of Glory
Tussen de singles door nam Peniston Don't Forget the Love op voor het album West Side Stories (niet te verwarren met de songs van West Side Story). In augustus 1995 trad ze voor de paus op als lid van het gelegenheidskwintet The Sisters of Glory (met onder meer Thelma Houston en Phoebe Snow) dat diezelfde maand een een gospelalbum uitbracht.

### 1996;I'm Movin' OnenBest Of
In september 1996 verscheen I'm Movin' On; met dit derde en voorlopig laatste album probeerde ze de r&b-markt te veroveren. Er werden twee singles van getrokken; de titeltrack (geproduceerd door Dave 'Jam' Hall, die eerder met Mariah Carey en Madonna samenwerkte) die in Amerika niet verder kwam dan de 83e plaats, en Before I Lay (You Drive Me Crazy), een duet met Penistons toenmalige relatiepartner JoJo Hailey (van het duo K-Ci & JoJo). I'm Movin' On werd geen succes; het publiek bleef de zangeres met Finally vereenzelvigen, en in 1997 kwamen zowel de single als het album opnieuw uit.
Datzelfde jaar schitterde Peniston vijf keer in een theaterbewerking van de musical The Wiz als de goede heks. De musical werd vanaf 11 juni 1997 vijf keer opgevoerd.
In februari 1998 verscheen een Best Of met een remix van de Jocelyn Brown-cover Somebody Else's Guy, oorspronkelijk gepland als tweede single van I'm Movin On, en nu alsnog een hit in Europa en Japan. Ondertussen nam Peniston twee nieuwe nummers op voor het verzamelalbum Desert Funk; het duet I Know You Want Me met rapper Nastyboy Klick en de latin-hiphopballad When I'm With You.

### 1998;Nobody Else(het album dat er nooit kwam)
Peniston tekende bij het label van dj Steve 'Silk' Hurley en bracht in mei 1998 het gospelhouse-nummer Nobody Else uit als mogelijke voorbode van een album met dezelfde titel. Ondanks hoge verwachtingen van de pers bleef hitsucces uit en kwam er geen album. Ook de twee opvolgende singles – He Loves Me 2 uit 1999 en het met Hurley opgenomen My Boo uit 2001 – brachten daar geen verandering in.

### 2000-heden; singles

#### Lifetime to Love
Nadat de plannen voor het Nobody Else-album niet doorgingen besloot Peniston een stap terug te doen en een cover op te nemen van Lifetime to Love voor het verzamelalbum Circuit Sessions 00.1 dat uitkwam op het 4 Play-label. Ze haalde er begin 2001 de tweede plaats mee in de Amerikaanse dance-charts. Plannen om de single ook als gratis download uit te brengen via Napster gingen niet door, en de zangeres vertrok bij 4 Play.

#### Reminiscin
Het tijdperk van de hits was voorbij, maar om niet uit het zicht te raken ging Peniston in de jaren 00 allerlei samenwerkingsverbanden aan. Zo nam ze een duet op met de Filipijnse zangeres Ella Mae Saison; Reminiscin werd gemixt in Frankrijk en New York en in april 2001 uitgebracht op het label van bokskampioen Evander Holyfield. Na een stroeve start haalde het op 18 augustus de 30e plaats in de Amerikaanse dance-charts.

#### For My BabyenColour of My Soul
In 2003 verleende Peniston met andere trans-Atlantische zangeressen haar medewerking aan het album Colour of My Soul van het Britse producersduo Full Flava. Ze nam twee nummers op; For My Baby en I Think About Him. Van For My Baby werden dance-mixes gemaakt door de duo's Ruff 'N Tumble en KT & C; eerstgenoemde versie was gebaseerd op een sample van de Delegation-single Heartache No. 9 dat in 1980 de 57e plaats haalde in de Amerikaanse dance-charts.

#### Eternal Lover
Na het uitblijven van nieuwe hitsuccessen nam Peniston in Parijs een importsingle op met de Franse producer Fréderic Tharreau, beter bekend als BIBI; Eternal Lover werd in 2004 in Frankrijk, Australië en Nieuw-Zeeland uitgebracht.

#### Gimme the Mike!enHit Me, Baby One More Time
Na haar terugkeer naar de Verenigde Staten deed Peniston op 2 juni 2005 aan de zangwedstrijd Hit Me, Baby One More Time waarin voormalige popsterren hun grote hit en een eigentijdse cover vertolken en zodoende kans te maken op 20,000 dollar voor donatie naar keuze. Peniston zong haar eigen hit Finally en Faith Hill's There You'll Be tijdens de uitzending die gewonnen werd door rapgroep Arrested Development. Geruchten over een studioversie van There You'll Be werden niet bevestigd.

#### Pastor JonesenDon't Touch if You Ain't Prayed
In de eerste helft van 2005 was de zangeres met opnamen bezig voor de film Don't Touch if You Ain't Prayed waarin ze een 40-jarige christen speelde en waarvoor ze ook een aantal gospelnummers opnam. Vervolgens had Peniston een klein rolletje in Pastor Jones, eveneens een film die op de christelijke markt was gericht. Beide titels werden meteen op dvd uitgebracht.

#### Deeper Love
Op 27 september 2005 verscheen Deeper Love, een jazz-dance-duet met zanger/trompettist David Longoria die eerder op platen van Sting en George Michael had gespeeld. Het bezorgde Peniston vier jaar na Reminiscin, haar vorige duet uit, eindelijk weer een hit in de Amerikaanse dance-charts op (#14). Van de single werden elf remixen gemaakt.

#### You Are the UniverseenMusic Is Our Way of Life
In juni 2006 kondigde Peniston in het tijdschrift 5 Chicago een nieuw album aan met medewerking van George Jakcosn, Tre en Ron Carroll; ook liet ze weten dat ze weer met Steve Hurley wilde samenwerken. Volgens berekening zouden de opnamen "binnen drie a vier maanden" zijn afgerond. In plaats daarvan schreef Peniston met Jackson de single It's Alright voor RaShaan Houston en nam ze met Full Flava de Brand New Heavies-hit You Are the Universe op voor het retro-album Music Is Our Way of Life dat in 2007 uitkwam. De bijdrage van Peniston werd geremixt door de Japanse producer DJ Hasebi voor zijn disco-medley, eveneens getiteld You Are the Universe.

#### EP Liveen Divas of Disco
Op 25 april 2007 deed Peniston mee aan het Divas of Disco-concert; ze werd voorafgegaan door routiniers uit het genre als Linda Clifford, A Taste of Honey , France Joli en de eerdergenoemde Thelma Houston. Peniston vertolkte Keep On Walkin', de Donna Summer-cover Last Dance en Finally; al deze nummers verschenen in 2008 als digitale EP. Het hele concert, getiteld Divas of Disco: Live, werd op datzelfde jaar op dvd uitgebracht en in 2010 op cd (alleen in Europa).

#### Verder
In de zomer van 2008 werd de single Finally voor de tweede keer geremixt; ditmaal door Kam Denny & Paul Zala onder de titel Finally 2008 voor het platenlabel Bimbo Rock. De remix was enorm populair in het undergroundcircuit en stond vele dagen op nummer 1 als meest gedownloade track op Beatport.
Nadat Peniston tot tweemaal toe een nieuw album aankondigde bracht ze enkele online-tracks uit waaronder een nieuwe versie van Finally. In 2016 haalde ze de 52e plaats in een lijst van grootste dance-artiesten.
In 2017 vierde Peniston het 25-jarig jubileum van Finally door alle remixen op een album te zetten.
In 2018 verschenen de Hot-EP en Deeper Love 2018.
Op 25 juni 2019 werd Peniston door The New York Times in een top 100 opgenomen van artiesten waarvan er in 2008 opnamen verloren zijn gegaan bij de brand in de Universal Studios Hollywood.

## Discografie

### Albums
| Jaar | Titel            | Label | Hitlijst | Hitlijst | Hitlijst |
| Jaar | Titel            | Label | US 200   | US R&B   | UK       |
| ---- | ---------------- | ----- | -------- | -------- | -------- |
| 1992 | Finally          | A&M   | nr. 70   | nr. 10   | nr. 10   |
| 1994 | Thought Ya' Knew | A&M   | nr. 96   | nr. 20   | nr. 31   |
| 1996 | I'm Movin' On    | A&M   | -        | nr. 48   | -        |

Compilaties
| Jaar | Titel                                           | Label    | Info                                                     |
| ---- | ----------------------------------------------- | -------- | -------------------------------------------------------- |
| 1994 | Remix Collection                                |          | Alleen in Japan uitgebracht.                             |
| 1998 | The Best Of CeCe Peniston                       |          |                                                          |
| 1999 | Essential                                       | Spectrum | In 2004 opnieuw uitgebracht door Universal International |
| 2001 | 20th Century Masters: The Millennium Collection | A&M      |                                                          |

### Singles
| Jaar           | Titel                                                                       | Artiest                                  | Label              | US Pop | US Dance | UK Pop       | Meer informatie                          |
| -------------- | --------------------------------------------------------------------------- | ---------------------------------------- | ------------------ | ------ | -------- | ------------ | ---------------------------------------- |
| 1991 (UK 1992) | "I Like It"                                                                 | Overweight Pooch featuring CeCe Peniston | A&M                | -      | 16       | 58 (UK 1992) |                                          |
| 1991           | "Finally"                                                                   | CeCe Peniston                            | A&M                | 5      | 1        | 29           | 8 AUS, 26 US R&B                         |
| 1992           | "We Got A Love Thang"                                                       | CeCe Peniston                            | A&M                | 20     | 1        | 6            | 36 AUS, 38 US R&B, 4 Netherlands         |
| 1992           | "Finally" (re-issue)                                                        | CeCe Peniston                            | A&M                | -      | -        | 2            | -                                        |
| 1992           | "Keep On Walkin'"                                                           | CeCe Peniston                            | A&M                | 15     | 1        | 10           | 3 US R&B, 19 US Rhy Top 49               |
| 1992           | "Inside That I Cried"                                                       | CeCe Peniston                            | A&M                | 94     | -        | 42           | 10 US R&B                                |
| 1992           | "Crazy Love"                                                                | CeCe Peniston                            | A&M                | 97     | -        | 44           | 31 US R&B                                |
| 1994           | "I'm In The Mood"                                                           | CeCe Peniston                            | A&M                | 32     | 1        | 16           | 7 US R&B, 20 US Rhy Top 40, 24 US Top 40 |
| 1994           | "I'm Not Over You"                                                          | CeCe Peniston                            | A&M                | 41     | 2        | -            | 10 US R&B, 20 US Rhy 40, 24 US Top 40    |
| 1994           | "Hit By Love"                                                               | CeCe Peniston                            | A&M                | 90     | 1        | 33           | 47 US R&B                                |
| 1995           | "Keep Givin' Me Your Love"                                                  | CeCe Peniston                            | A&M/Columbia       | -      | 4        | 36           | 40 US Rhy Top 40, 40 US Top 40           |
| 1996           | "Movin' On"                                                                 | CeCe Peniston                            | A&M                | 83     | 10       | -            | 29 US R&B                                |
| 1996           | "Before I Lay (You Drive Me Crazy) (featuring JoJo Hailey)" / "House Party" | CeCe Peniston                            | A&M                | -      | -        | -            | 52 US R&B                                |
| 1997           | "Finally (Remix)"                                                           | CeCe Peniston                            | AM:PM              | -      | -        | 26           | UK-only                                  |
| 1998           | "Somebody Else's Guy"                                                       | CeCe Peniston                            | A&M                | -      | -        | 13           | UK-only                                  |
| 1998           | "Nobody Else"                                                               | CeCe Peniston                            | Silk Entertainment | -      | -        | -            |                                          |
| 1999           | "He Loves Me 2"                                                             | CeCe Peniston                            | Silk Entertainment | -      | 24       | -            |                                          |
| 1998           | "My Boo (The Things You Do)"                                                | CeCe Peniston                            | Silk Entertainment | -      | -        | -            |                                          |
| 2001           | "Lifetime To Love"                                                          | CeCe Peniston                            | 4 Play Records     | -      | 2        | -            |                                          |
| 2001           | "Reminiscin'"                                                               | Saison featuring CeCe Peniston           | -                  | -      | 30       | -            |                                          |
| 2003           | "For My Baby"                                                               | Full Flava featuring CeCe Peniston       | -                  | -      | -        | -            |                                          |
| 2004           | "Eternal Lover"                                                             | Bibi featuring CeCe Peniston             | RLPMix Records     | -      | -        | -            | France-only                              |
| 2005           | "Deeper Love"                                                               | David Longoria featuring CeCe Peniston   | -                  | -      | 20       | -            |                                          |
| 2007           | "Shame Shame Shame"                                                         | Soul Shakers featuring CeCe Peniston     |                    |        | 23       |              |                                          |

### Overig
Videoclips
- "Finally"
- "We Got A Love Thang"
- "Keep On Walkin"
- "Inside That I Cried"
- "Crazy Love"
- "I'm In The Mood"
- "I'm Not Over You"
- "Hit By Love"
- "Movin' On"
- "Piece of that"

- Gemeinsame Normdatei: 134741471
- International Standard Name Identifier: 0000 0000 5518 6691
- Library of Congress Control Number: n2004069949
- MusicBrainz: 16b3f3fc-6c76-4fec-8f0b-9fa9a4ec8e91
- Nationale Bibliotheek van Tsjechië: xx0149291
- Virtual International Authority File: 59276323
- WorldCat: E39PBJx4q6p6tjyhrf4WqYGWDq